# Earlwood
Earlwood è un sobborgo di Sydney, nello stato del Nuovo Galles del Sud, Australia.
Si trova a 12 chilometri a sud del Distretto affaristico centrale di Sydney, nell'area di governo locale del consiglio di Canterbury-Bankstown.
Sin dagli anni '60 l'area è associata fortemente alla Grecia e alla sua cultura.

## Chiese
- Our Lady of Lourdes Catholic Church
- St Georges Anglican Church
- Earlwood Presbyterian Church
- Earlwood Uniting Church
- Earlwood Baptist Church
- The Salvation Army Earlwood
- The Transfiguration of Our Lord Greek Orthodox Church.